# Recovery-Gletscher
Der Recovery-Gletscher ist ein Gletscher im ostantarktischen Coatsland. Er fließt entlang der Südseite der Shackleton Range nach Westen zum Filchner-Ronne-Schelfeis, das er nördlich der Whichaway-Nunatakker erreicht.
Erstmals gesichtet wurde er 1957 von Teilnehmern der Commonwealth Trans-Antarctic Expedition (1955–1958) unter der Leitung des britischen Polarforschers Vivian Fuchs. Seinen Namen verdankt er der wiederholten Bergung (englisch: recovery) von Expeditionsfahrzeugen, die hier mehrfach in Gletscherspalten eingebrochen waren.

## Weblinks

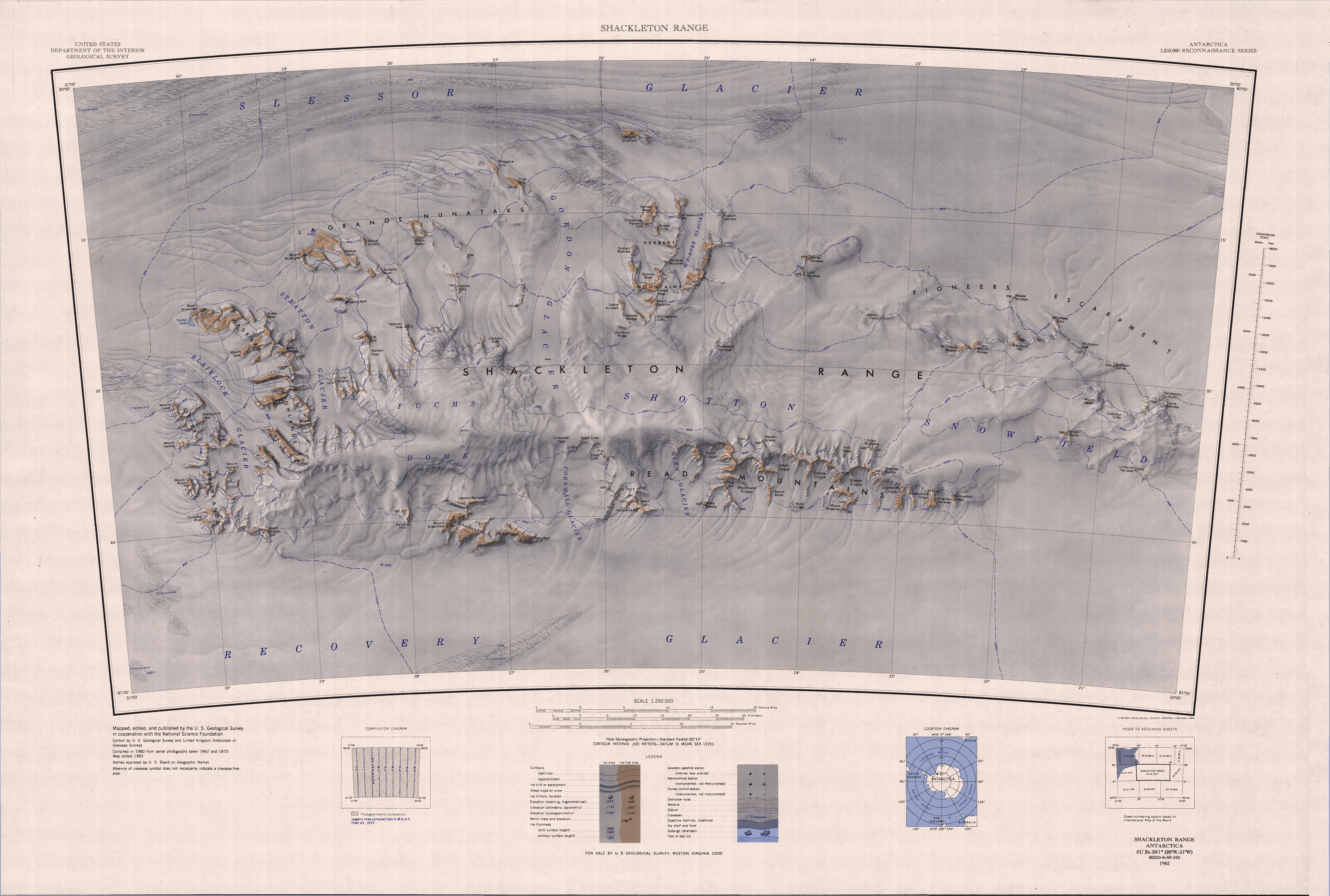
RECOVERY GLACIER am Südrand des topographischen Kartenblatts